# Maison au 66, rue du Général-de-Gaulle à Marlenheim
La maison au 66, rue du Général-de-Gaulle est un monument historique situé à Marlenheim, dans le département français du Bas-Rhin. 

## Localisation
Ce bâtiment est situé au 66, rue du Général-de-Gaulle à Marlenheim.

## Historique
L'édifice fait l'objet d'une inscription au titre des monuments historiques depuis 1932.